# Anthostèle
L'anthostèle est chez les coraux mous le nom du pied d'un polype.

## Anatomie
Il est plus dur et rigide que le reste du corps.